# ينابيع باداب سورت
باداب سورت هي عبارة عن مجموعة من عيون المياه المعدنية شمال جمهورية إيران. والتي تُعتبَر ثاني أكبر ينبوع ماء مالح في العالم. بعد ينبوع باموك كاله في تركيا. وتُعَد هذه الينابيع عبارة عن طبقات من المياه المالحة التي كَوَّنت ترسبات من الملح والحديد والمعادن على سفوح الجبل عبر آلاف السنين. تنبع ينابيع باداب سورت على شكل قطرات من صخور بلورية متدرجة على شكل طبقات مسطحة تتدرج نحو الأعلى، وعند السير عليها نحو الأعلى تكون هذه العيون برتقالية اللون، لكن حين الاستدارة نحو الخلف نجد أن الأرض والمياه التي تقع في الأسفل لونها يتراوح بين الأخضر والأزرق، ان هذا الأختلاف في الألوان يعود إلى اختلاف حموضة الماء وانخفاض ملوحته تدريجياً حتى يصل إلى طعمه المتعادل. هذه الينابيع هي ثاني أثر طبيعي في جمهورية إيران بعد جبل دماوند، تم تسجيلها ضمن قائمة آثار التراث الطبيعي الوطني الإيراني عام 1998م. يبلغ ارتفاع هذه الينابيع 1841 متراً عن سطح البحر. ان مجموعة باداب سورت تتكون من جزئين أو (مكانين) رئيسيين هما عين الماء المالحة والحامضة وبالإضافة إلى ذلك  لا تقتصر هذه المجموعة الطبيعية على هذين المكانين، بل يوجد مكان آخر باسم باداب سورت الصغير، والذي يشتهر بشورسر.

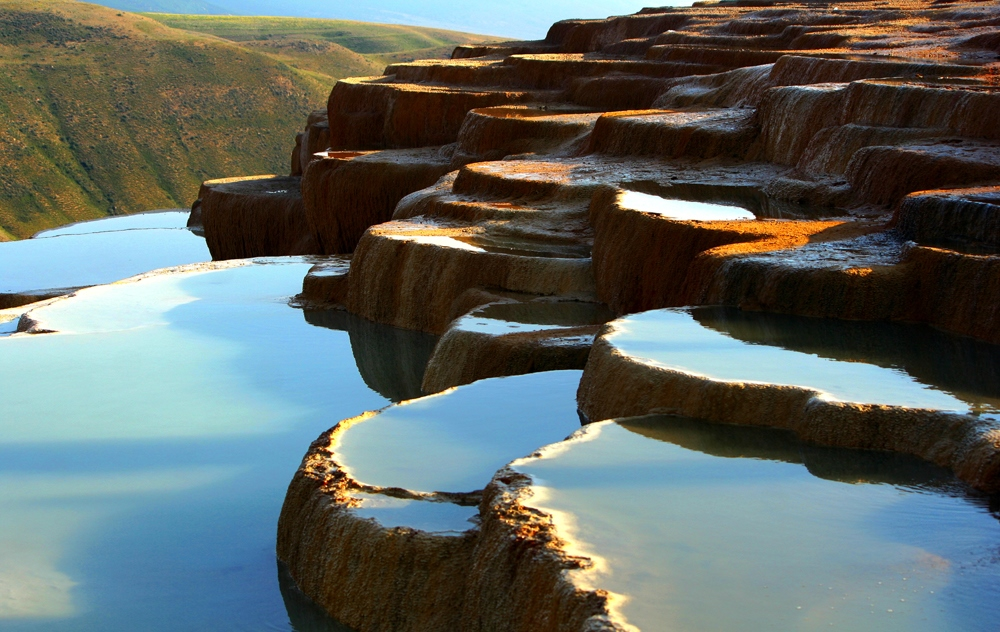
ينابيع باداب سورت، ثاني أكبر ينبوع ماء مالح في العالم

## الموقع
تقع هذه العيون أو الينابيع الغامضة والغريبة على مسافة 58 كيلومتر إلى الشمال من مدينة دامغان وعلى بعد حوالي 100 كيلومتر عن مدينة ساري في منطقة جهاردانكه. كما وتقع على مسافة 7 كيلومتر إلى الغرب من قرية بادلة. تَحد هذا المعلم الطبيعي من الشمال المرتفعات والتلال المكسوة بالغابات التي تكثر فيها أشجار ذات أوراق على شكل الإبرة، وتحدّه جنوباً الوديان السفلية، ومن الشرق يجاور المرتفعات المغطاة بالنباتات والشجيرات المختلفة، وأما من الغرب فتحيط به قرية اروست.

## المحتويات
تحتوي ينابيع باداب سورت على عينين للمياه المعدنية تصب في بحيرة صغيرة صالحة للسباحة أيام الصيف والتي لا تتجمد مياهها في فصل الشتاء بسبب ملوحتها، وتختلف مياه كلٌ منها من حيث اللون والرائحة والطعم، فهناك شديدة الملوحة وأخرى حامضية وحلوة المذاق. وهذه العيون هي:
- عين الماء المالحة: هذه العين في الواقع هي عبارة عن حوض سباحة يُستَخدَم لعلاج عدد من الأمراض منها أوجاع القدم والخصر والروماتيزم والصداع النصفي والأمراض الجلدية. كما ويَستَخدِم القرويون من أهالي المنطقة قِطَع الصخور في معالجة وألتئام جروح البشرة وتسكين أنواع مختلفة من الآلام، ويتم ذلك من خلال تسخين القِطَع في النار جيداً ثم وضعها في الماء الذي يحتوي على عنصر الكبريت.[17]
- عين الماء الحامضي: تقع هذه العين بالقرب من عين الماء المالحة، والتي يكون مائها حامضي الطعم ولونها أصفر وبرتقالي وينبع من بين الصخور حاملاً معه أوكسيد الحديد من قعر الصخور إلى سطح الأرض.

ان المياه المترسبة لهذين الينبوعين وفي طريق تطويه من أعلى الجبل إلى أسفله طوال آلاف السنين، خلقت شلالاً على شكل السلالم أوجد بدوره عشرات الأحواض الصغيرة التي تتنوع ألوانها بين البرتقالي والأصفر والأحمر والذهبي وعلى مقاييس مختلفة.
- شورسر: هذا المكان عبارة عن بحيرة صغيرة جداً، وهي جزء من مجموعة باداب سورت، وتتمتع بخاصيات علاجية جيدة جداً قياساً مع باقي الينابيع، حيث يزورها السياح لا سيما في شهر أيار/ مايو.

- برمودا اروست: هي حفرة عميقة تسمى (برمودا اروست) والتي تكون جزء من بحيرة شورسر.[19][20]

## التشكيل
تشكلت ينابيع باداب سورت من ترسبات الترافرتين، وكذلك بسبب تراكم الرسوبات القادمة من ينابيع المياه الساخنة القريبة منها. ويعود تأريخ إنشاء هذه الترسبات إلى العصر الجليدي. ان جريان المياه الرسوبية والمعدنية لهذه العيون في المنحدرات الجبلية الواطئة أدى إلى ظهور مئات الطبقات وعشرات الأحواض الجميلة بمختلف الأحجام والألوان كالبرتقالي والأخضر والأصفر والأحمر،  من الأماكن القليلة المشابهة لباداب سورت في العالم يمكن الإشارة إلى باموك كالة في تركيا وبايشواتاي في الصين وسان فليبو في إيطاليا.

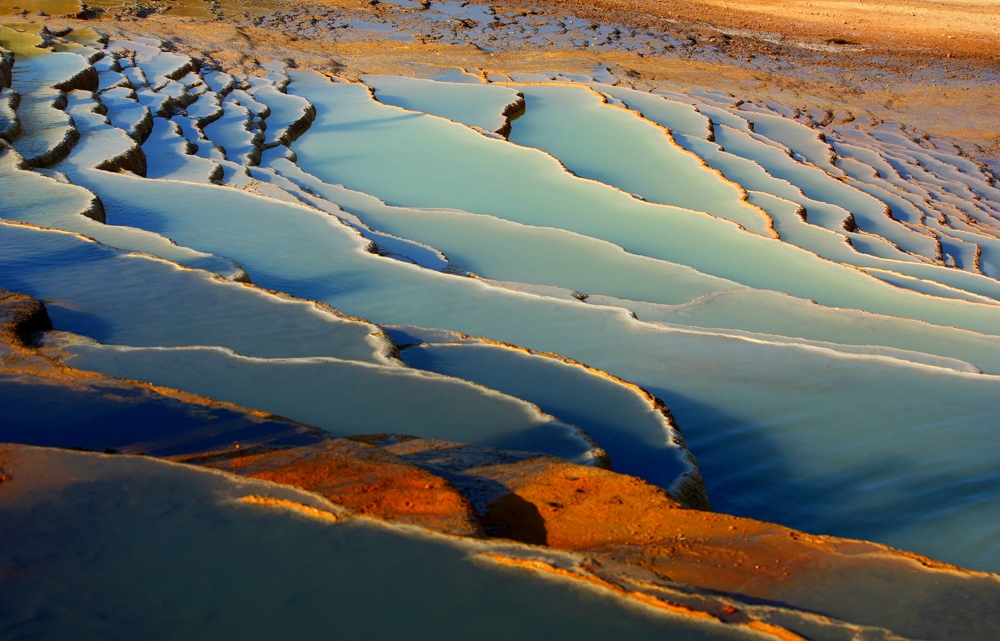
ينابيع باداب سورت المعدنية

## السياحة العلاجية
تُعتبَر ينابيع باداب سورت المتدفقة من صخور بلورية من أكثر عجائب العالم إثارةً لإعجاب السيّاح والمحتوية على المياه المعدنيّة المفيدة في علاج الامراض الجلدية والروماتيزم والصداع وتسكين الآلام، هذه الاستخدامات المتعددة وغيرها جعلتها جاذبة لافواج المسافرين.

## معرض الصور

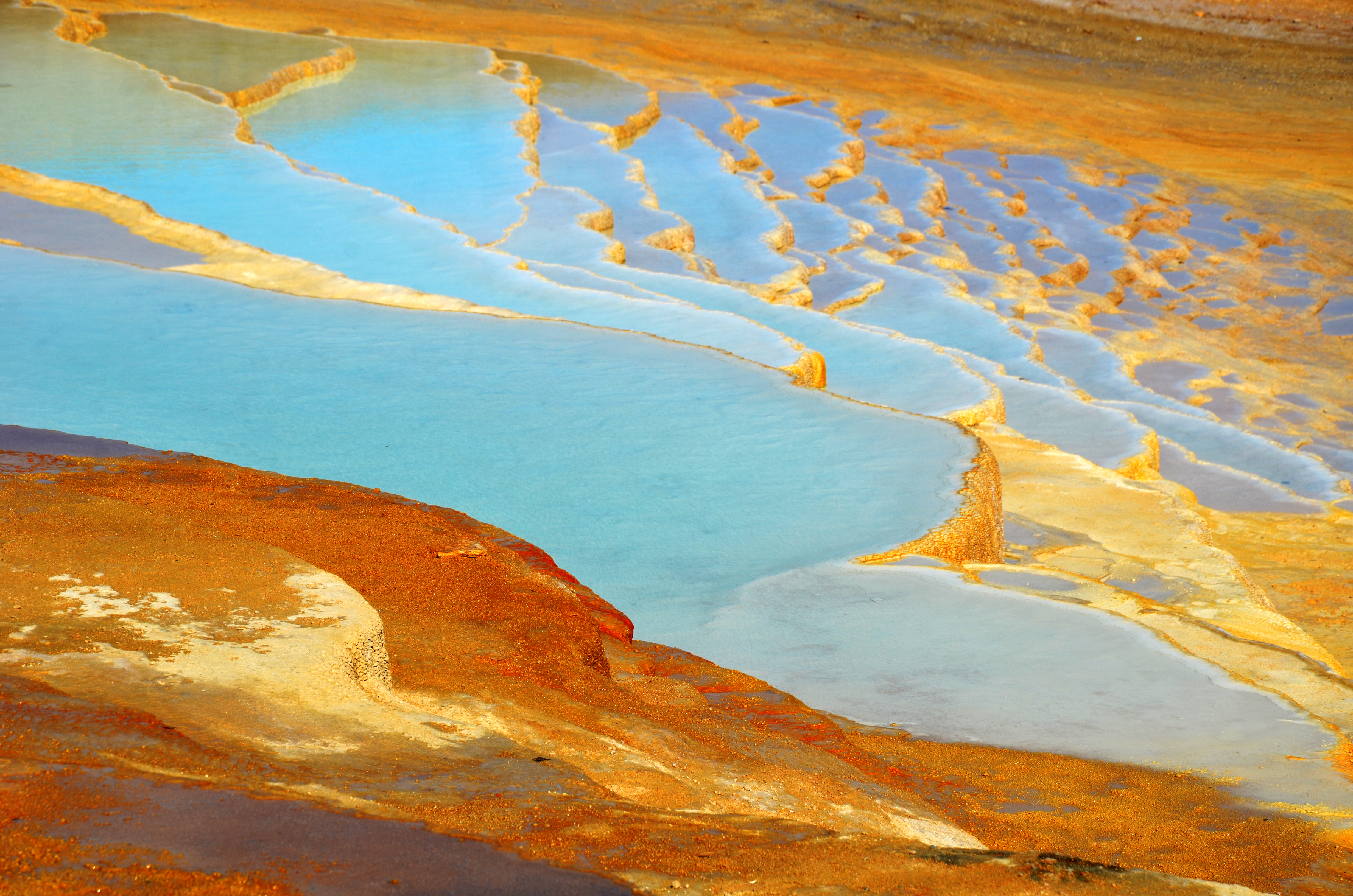
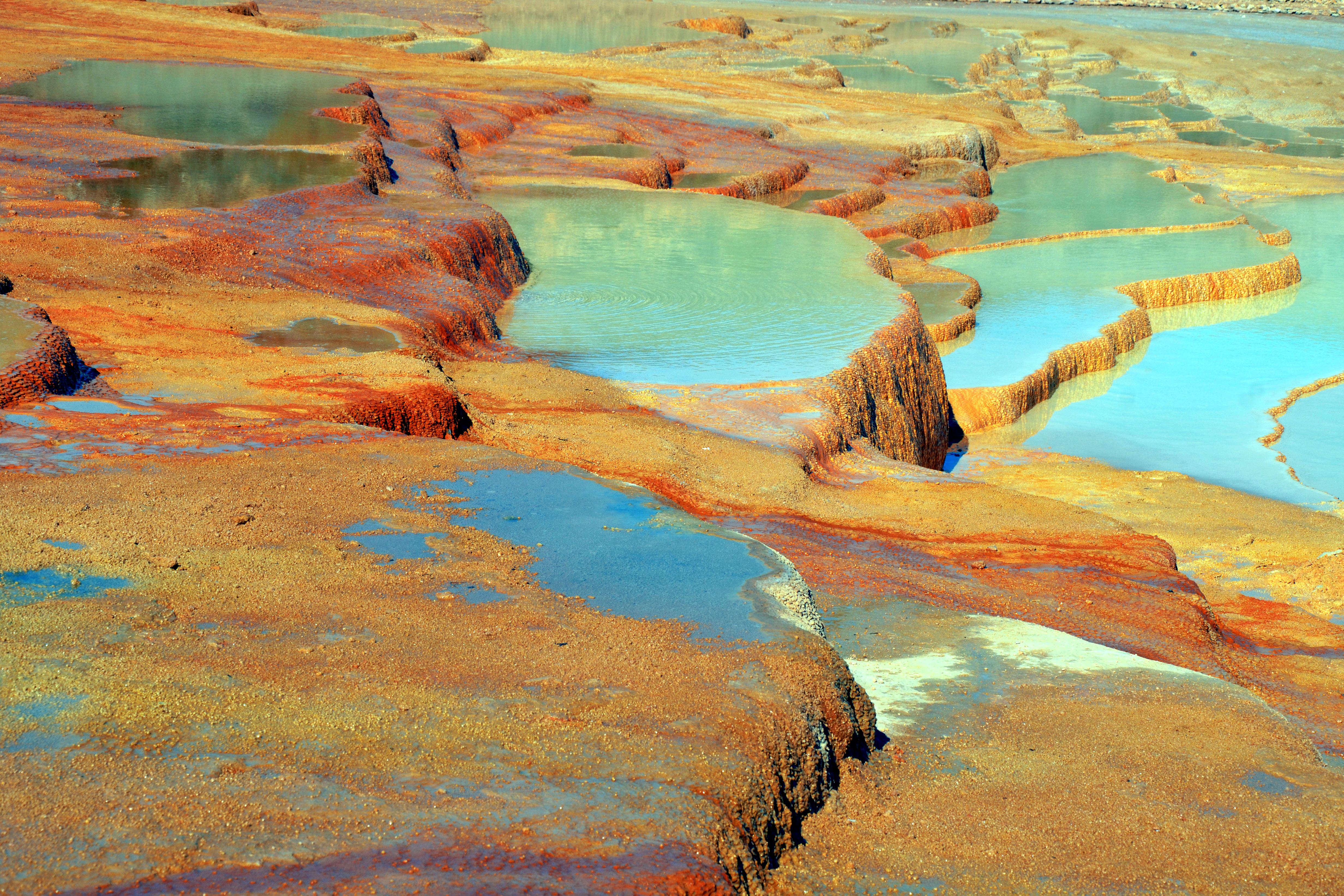
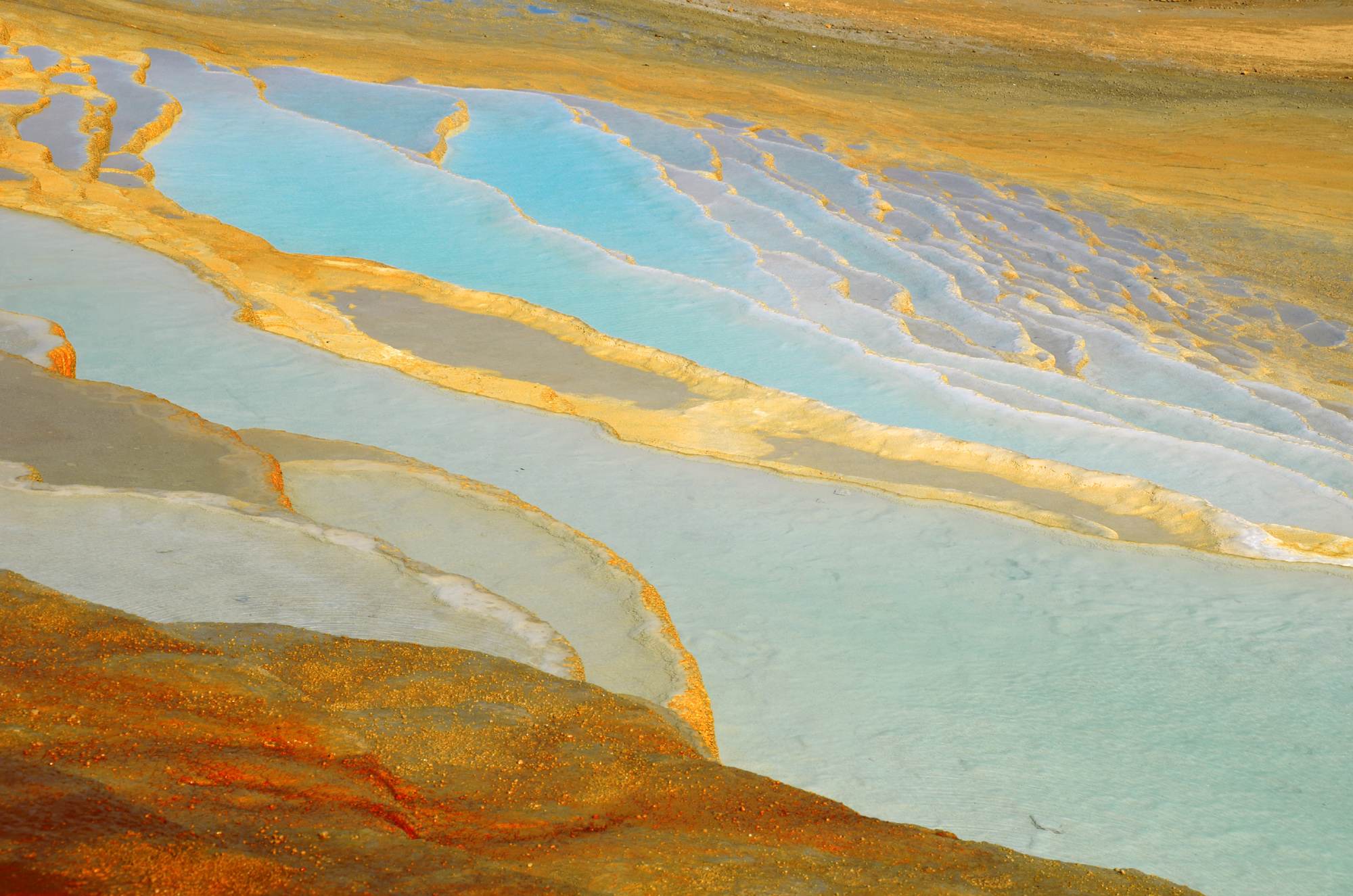
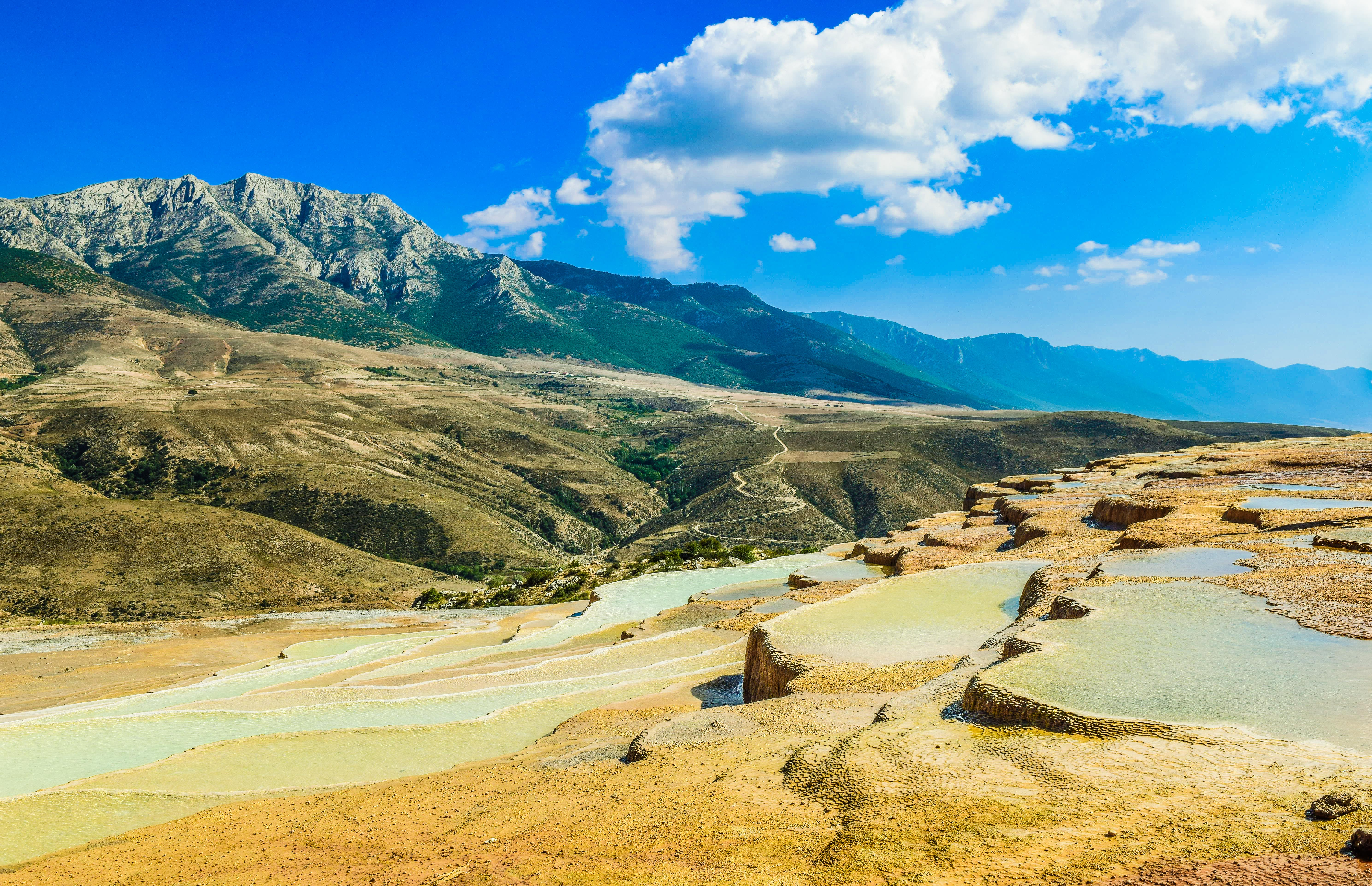
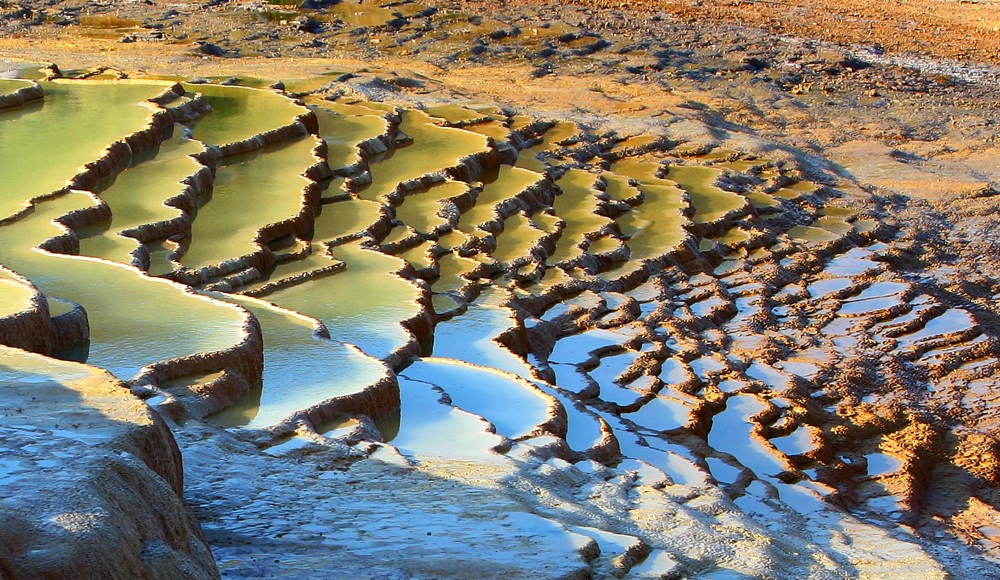
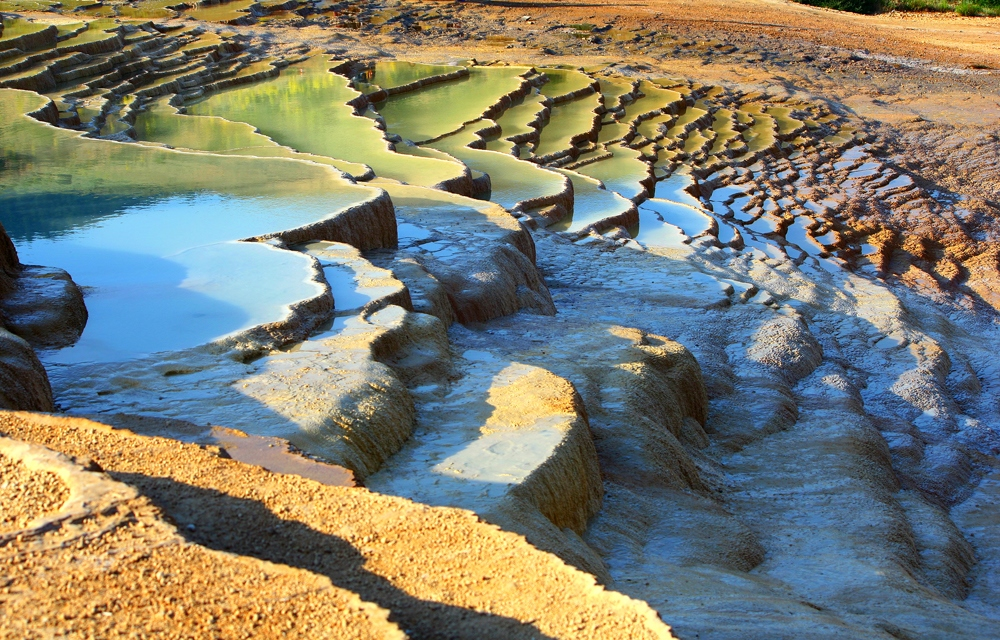
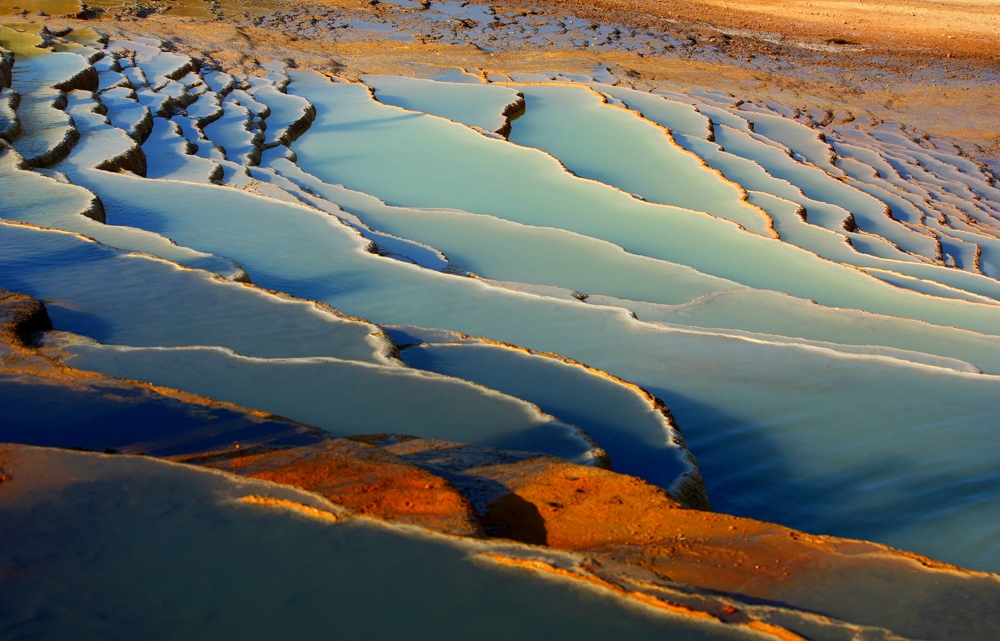
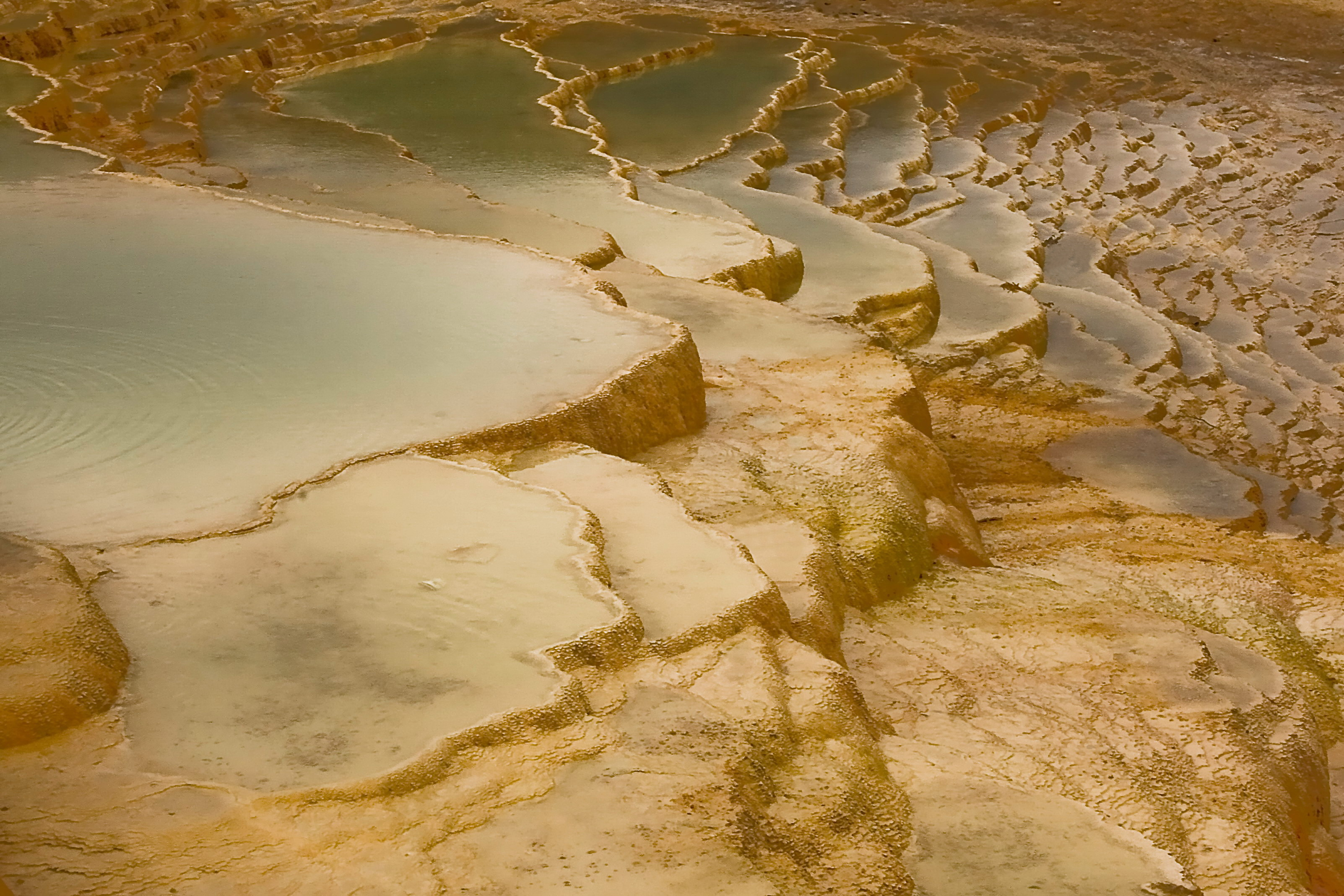
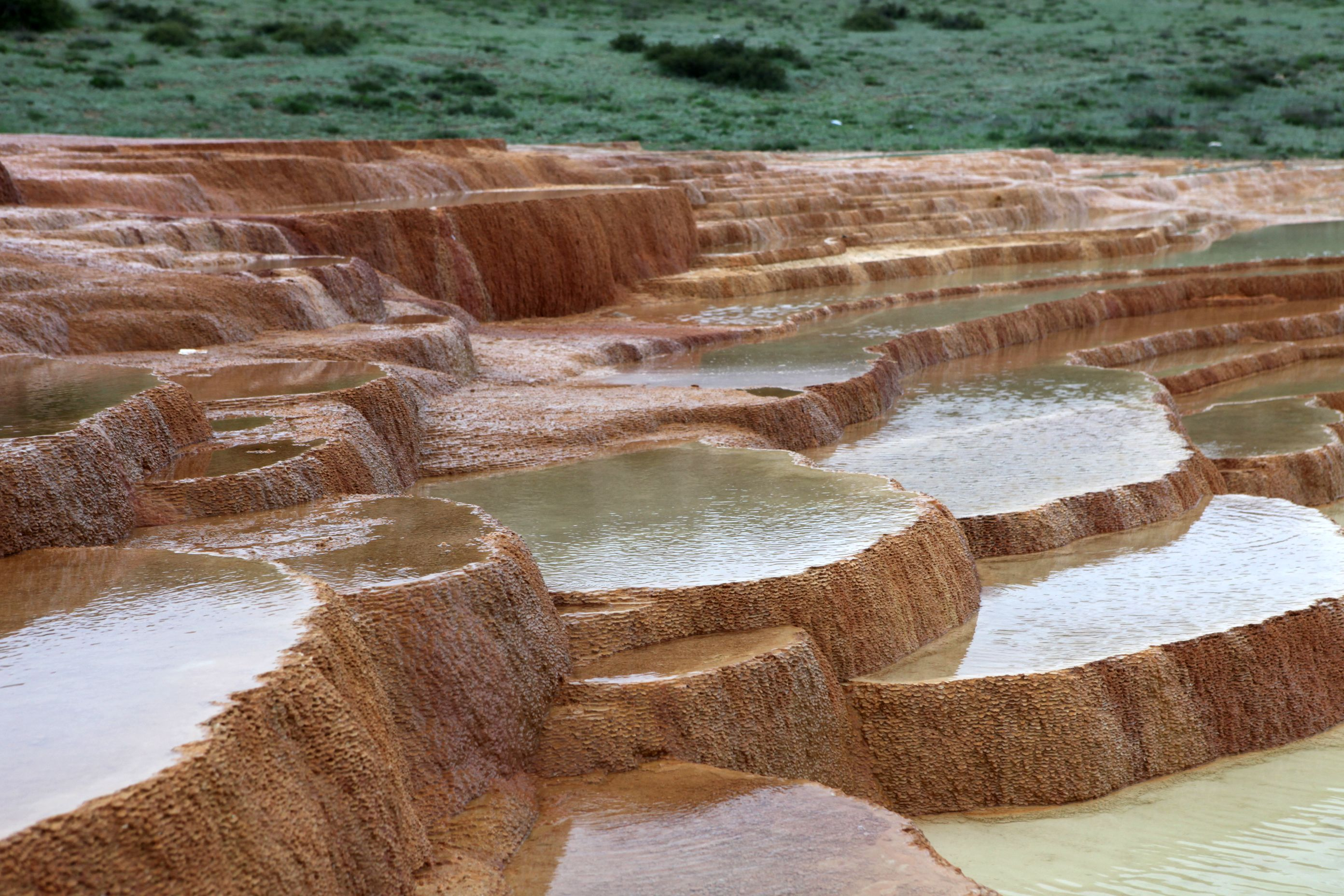
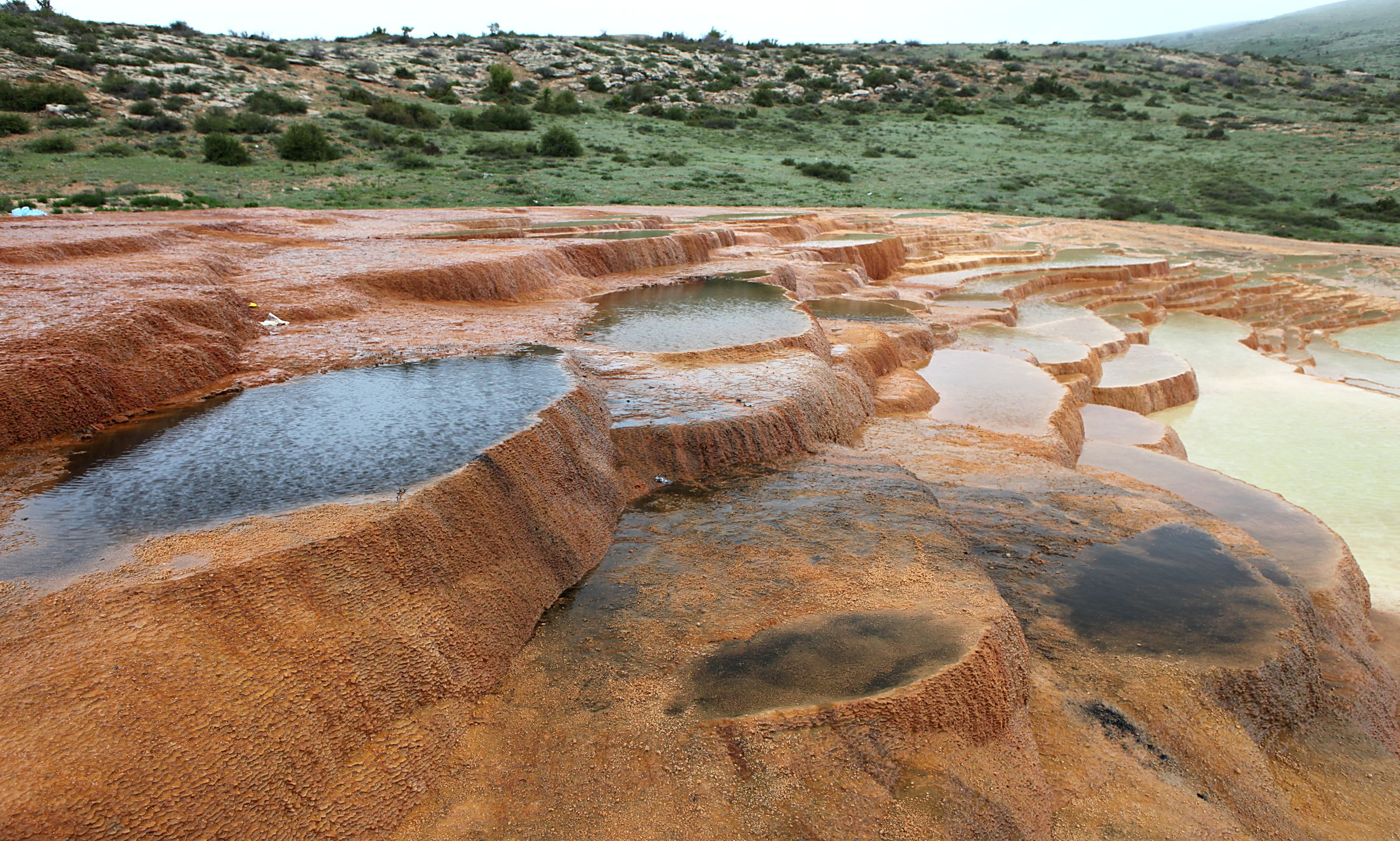
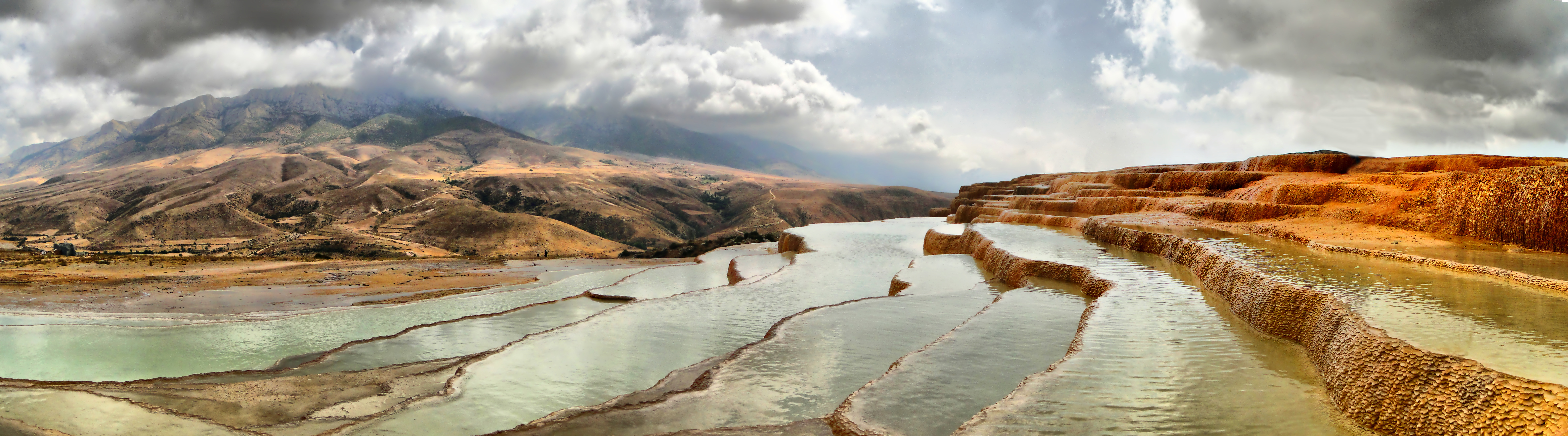
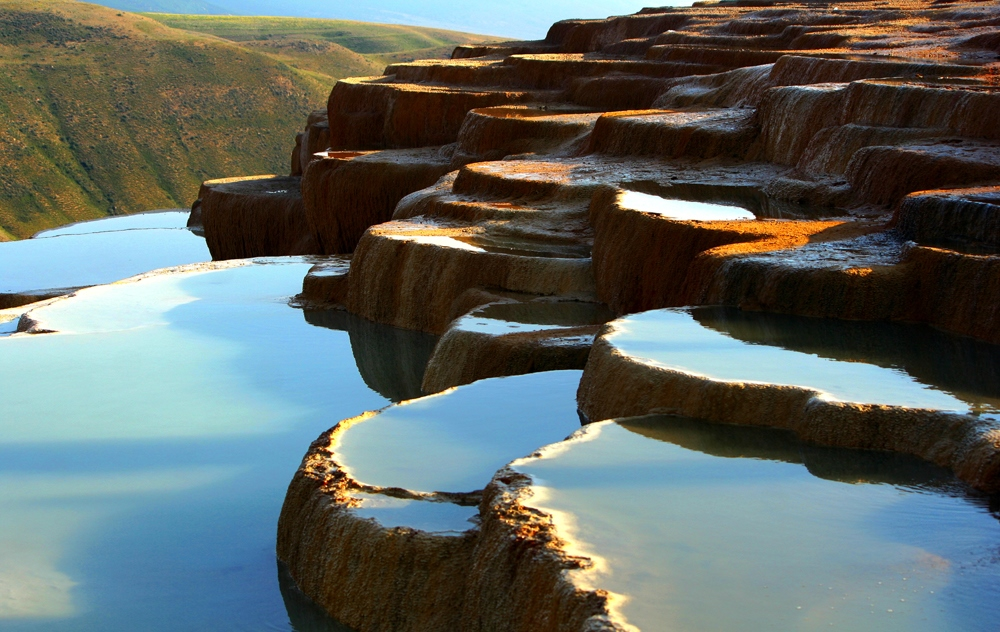
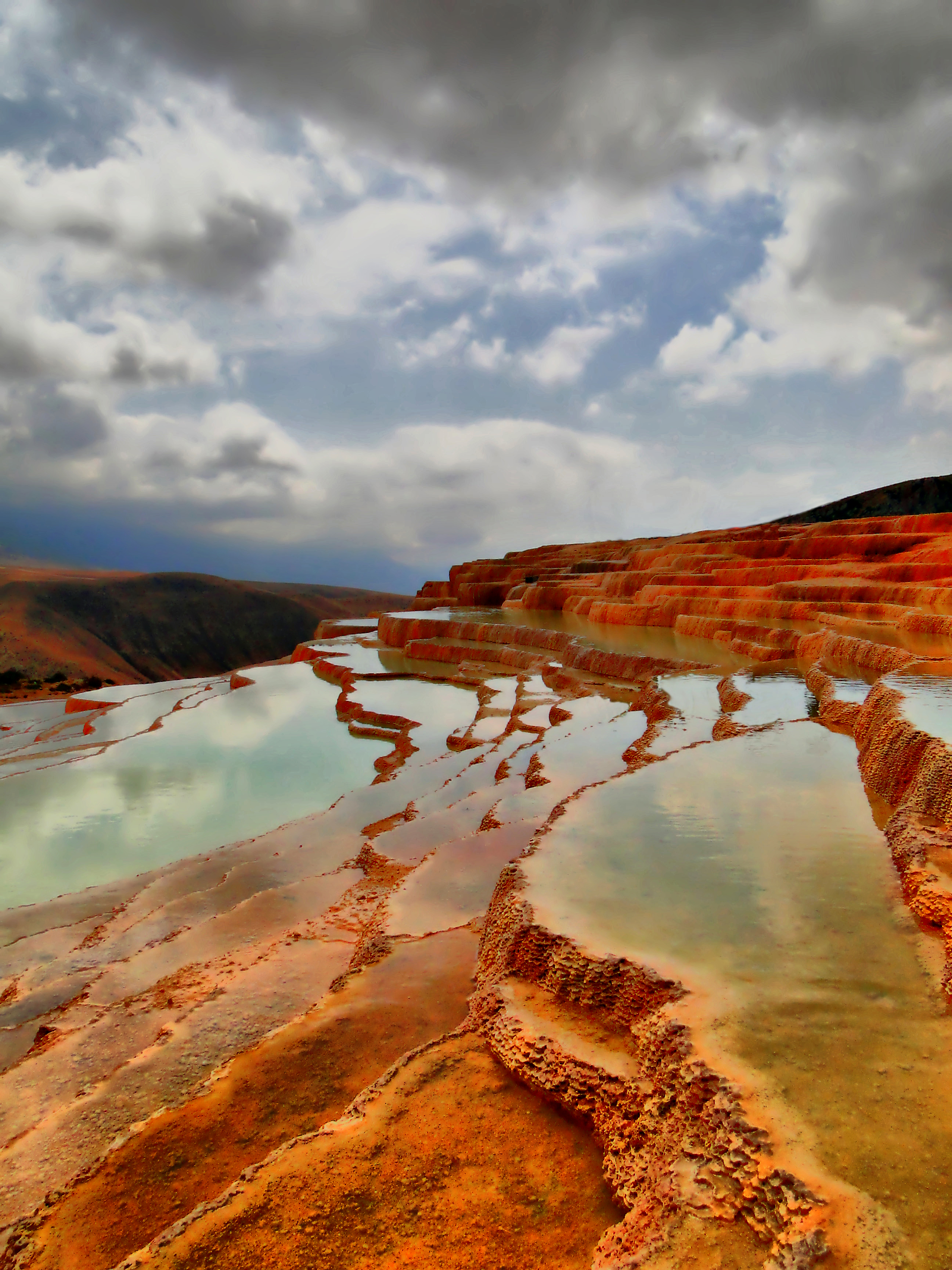
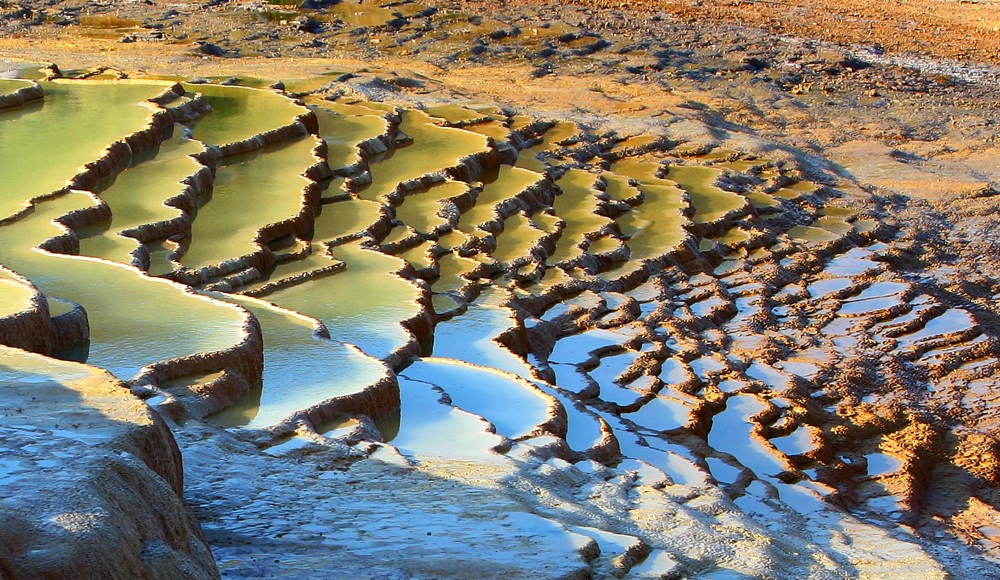
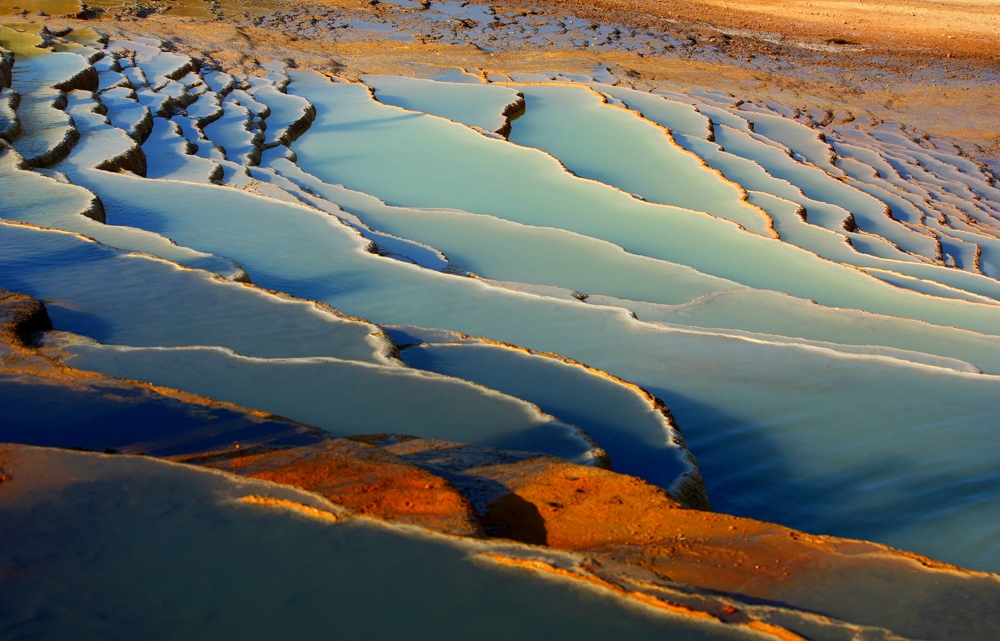
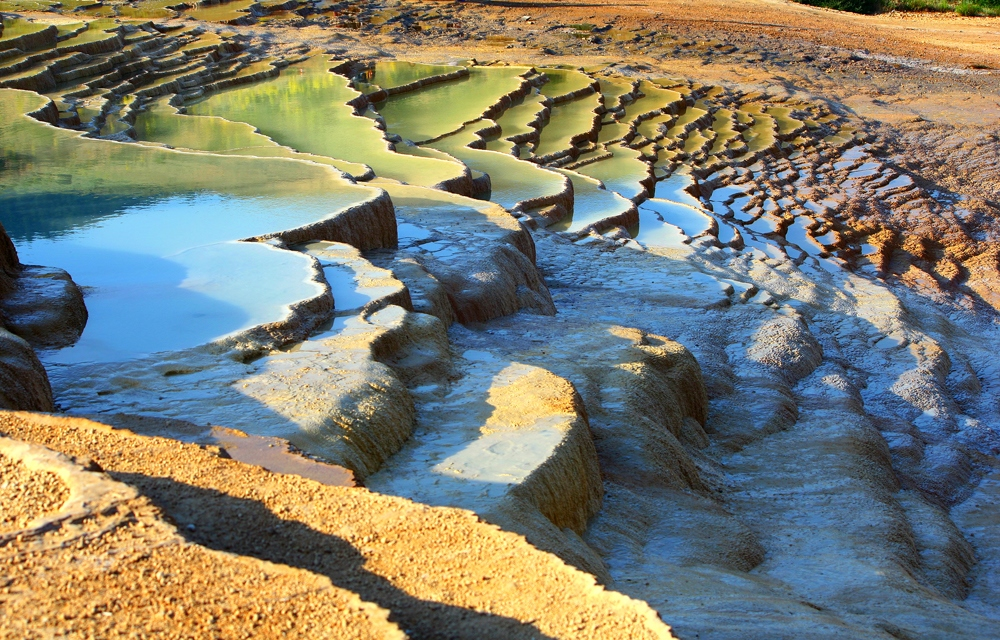
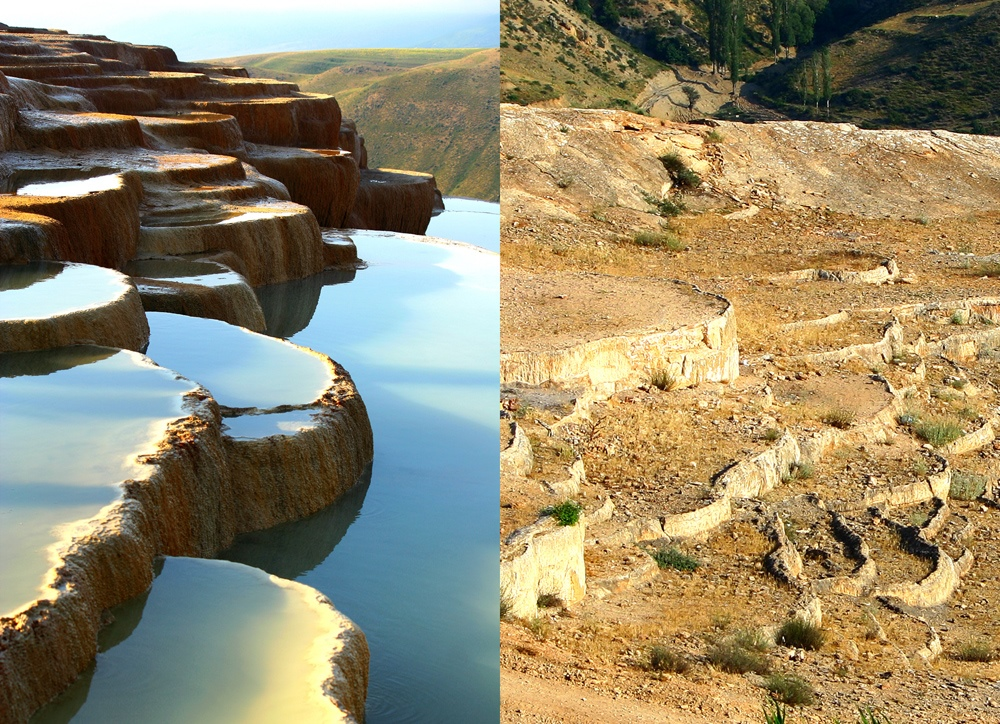
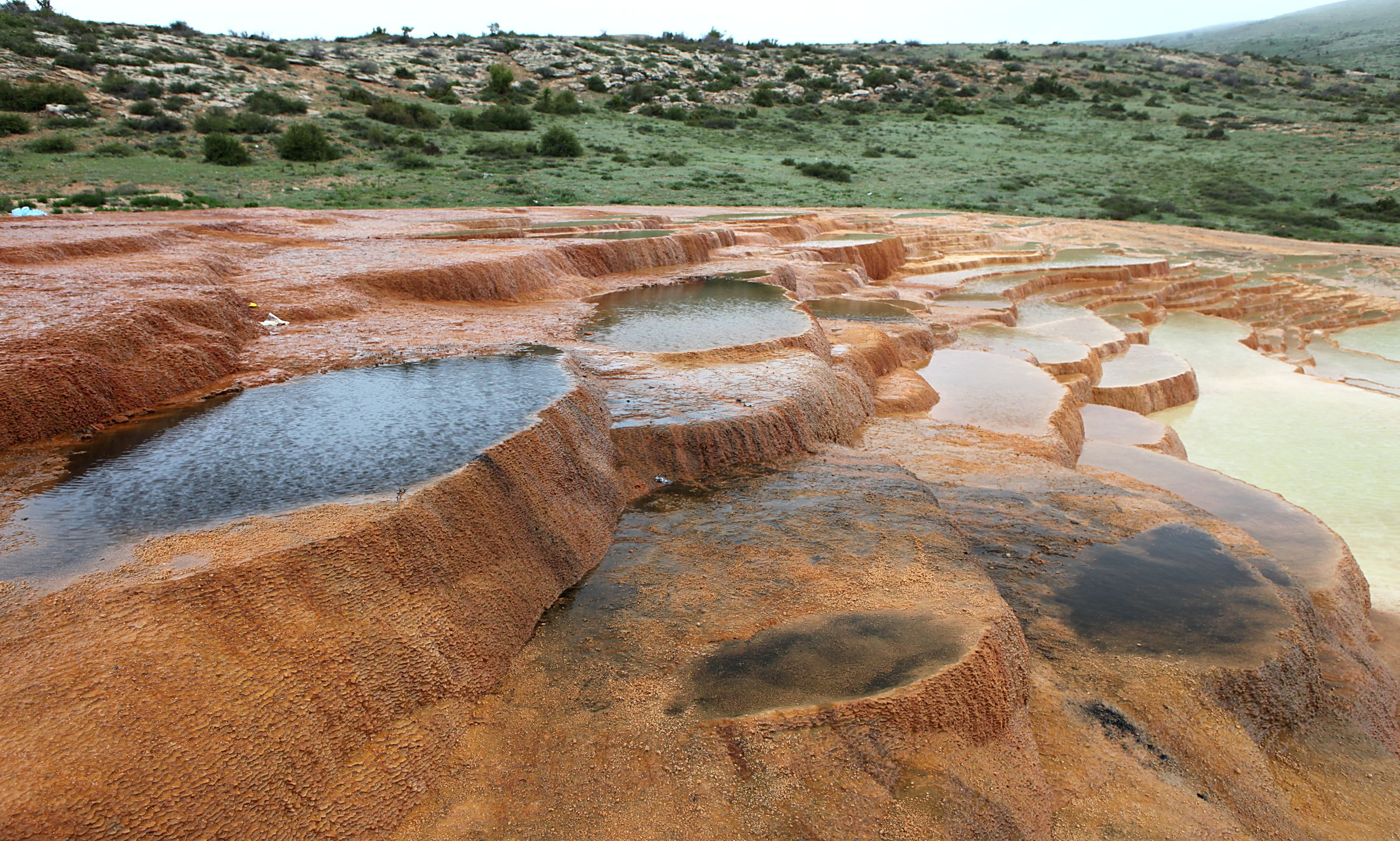
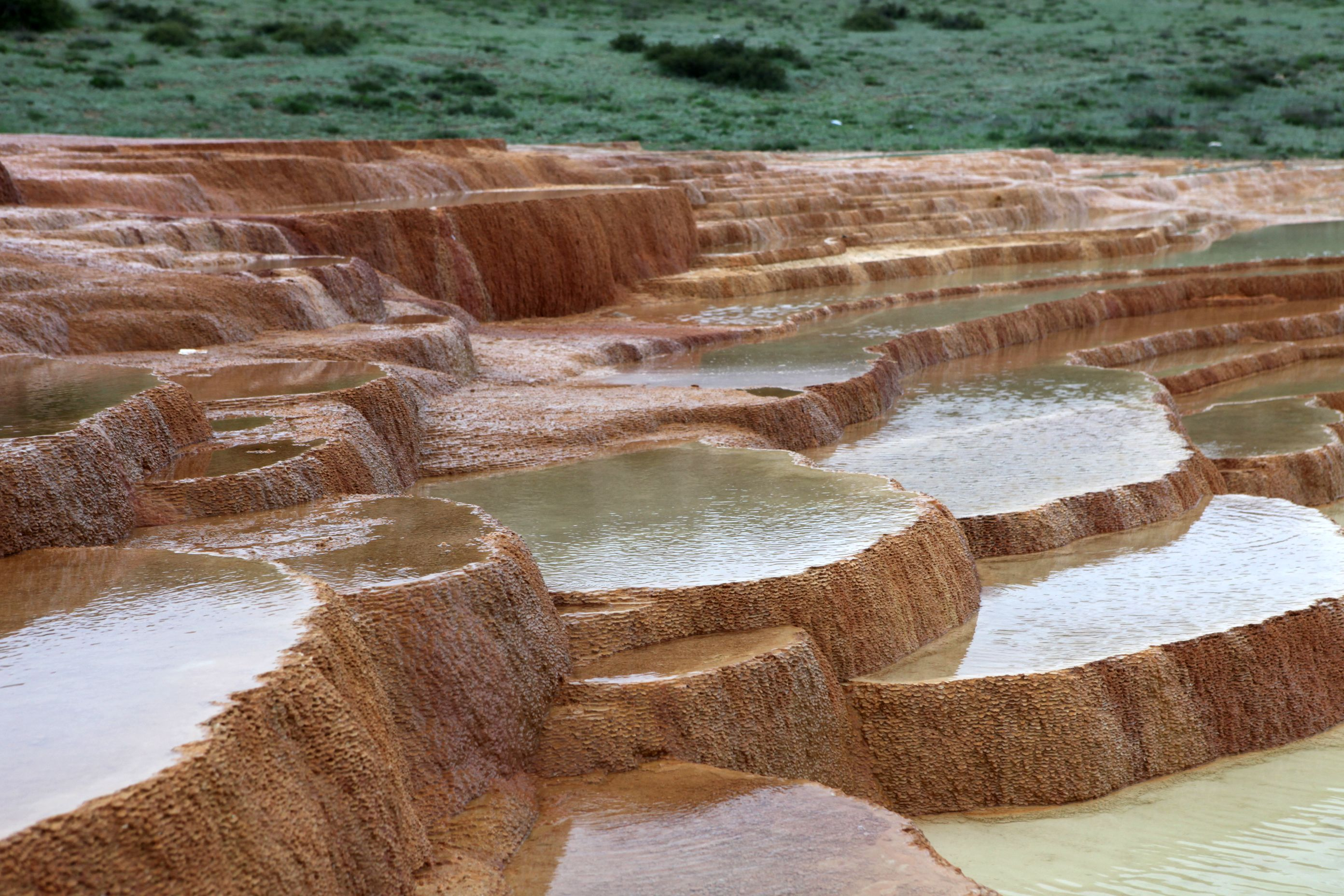
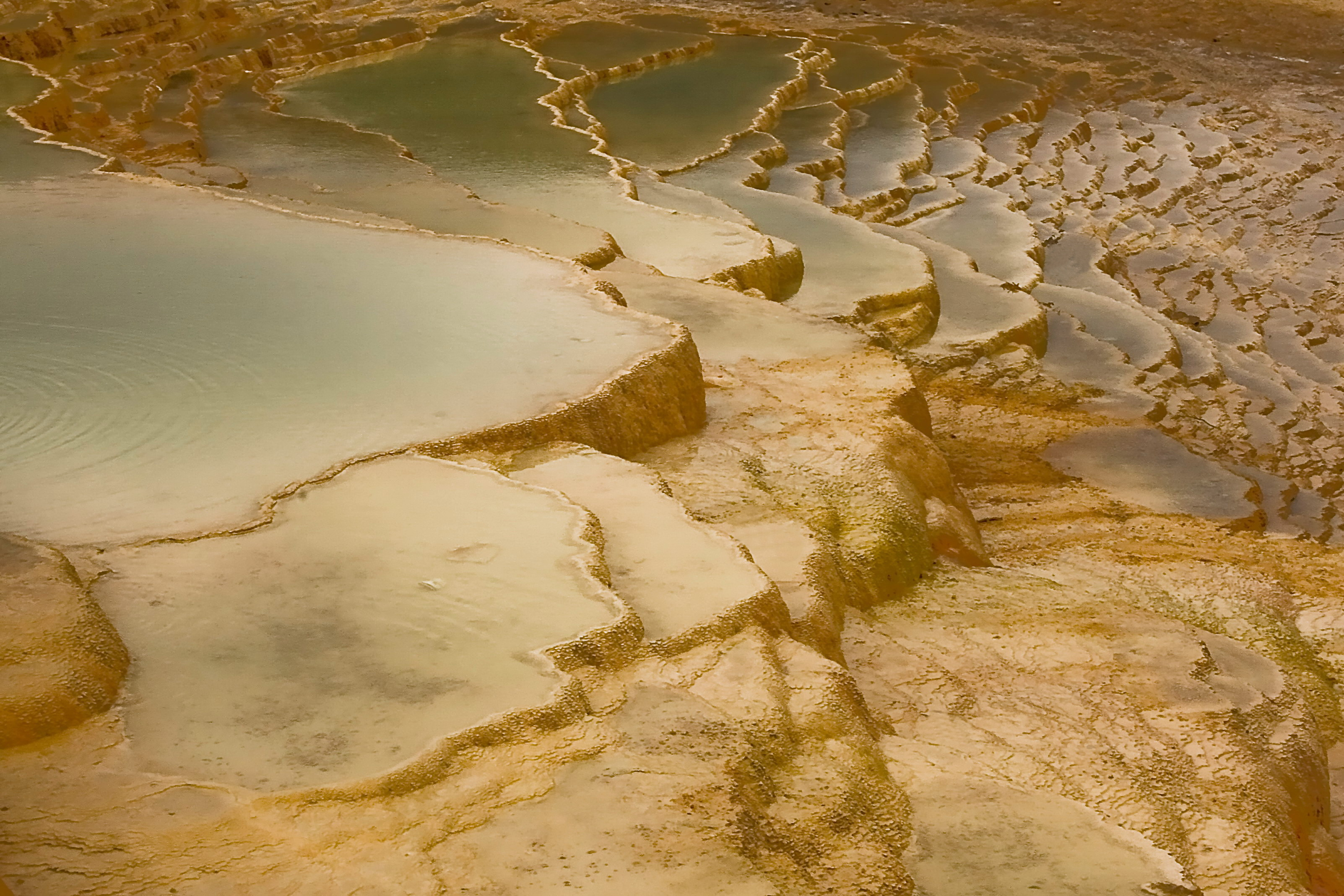
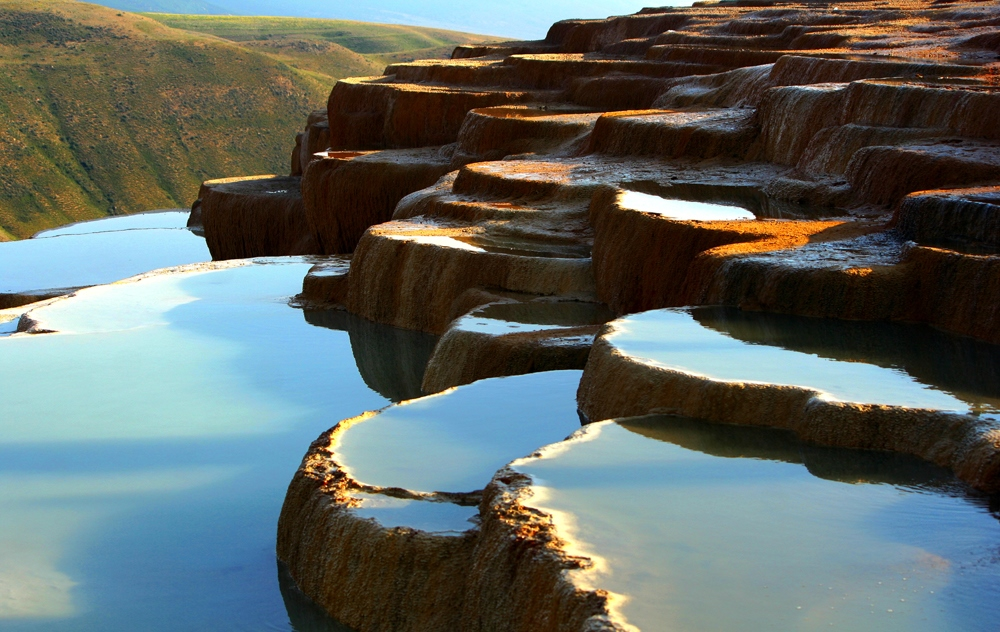
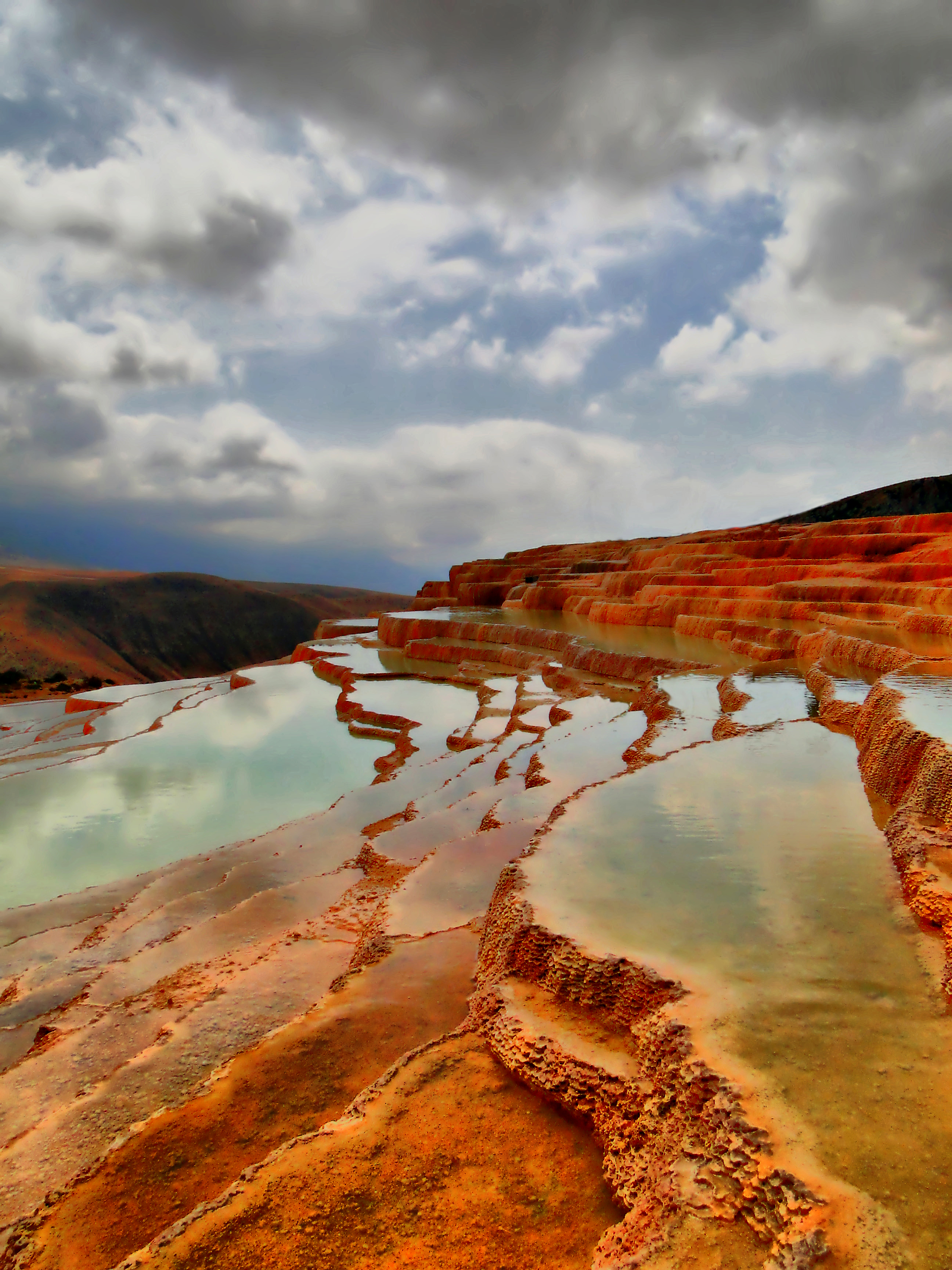